# Ceramika

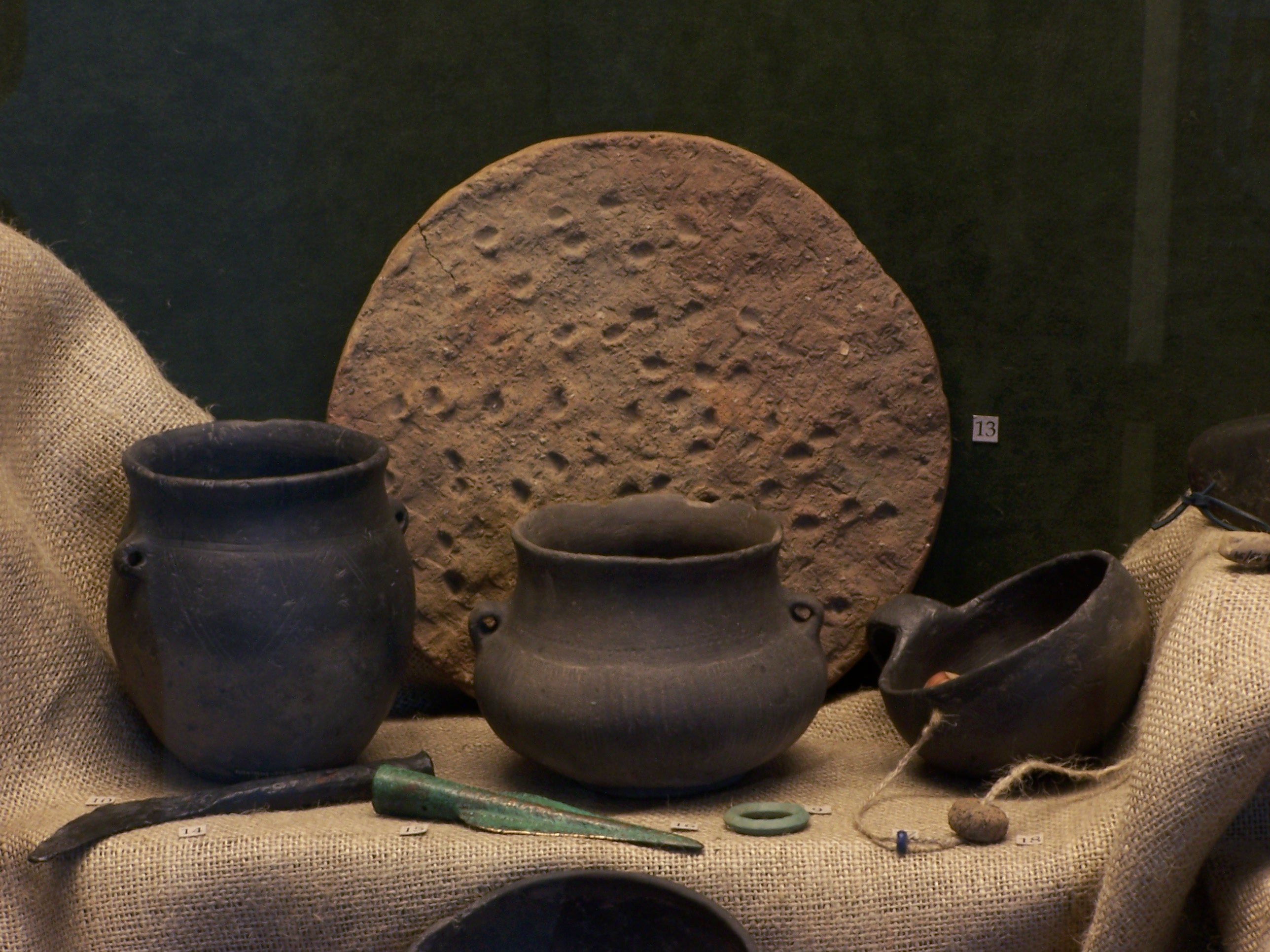
Ceramika kultury łużyckiej

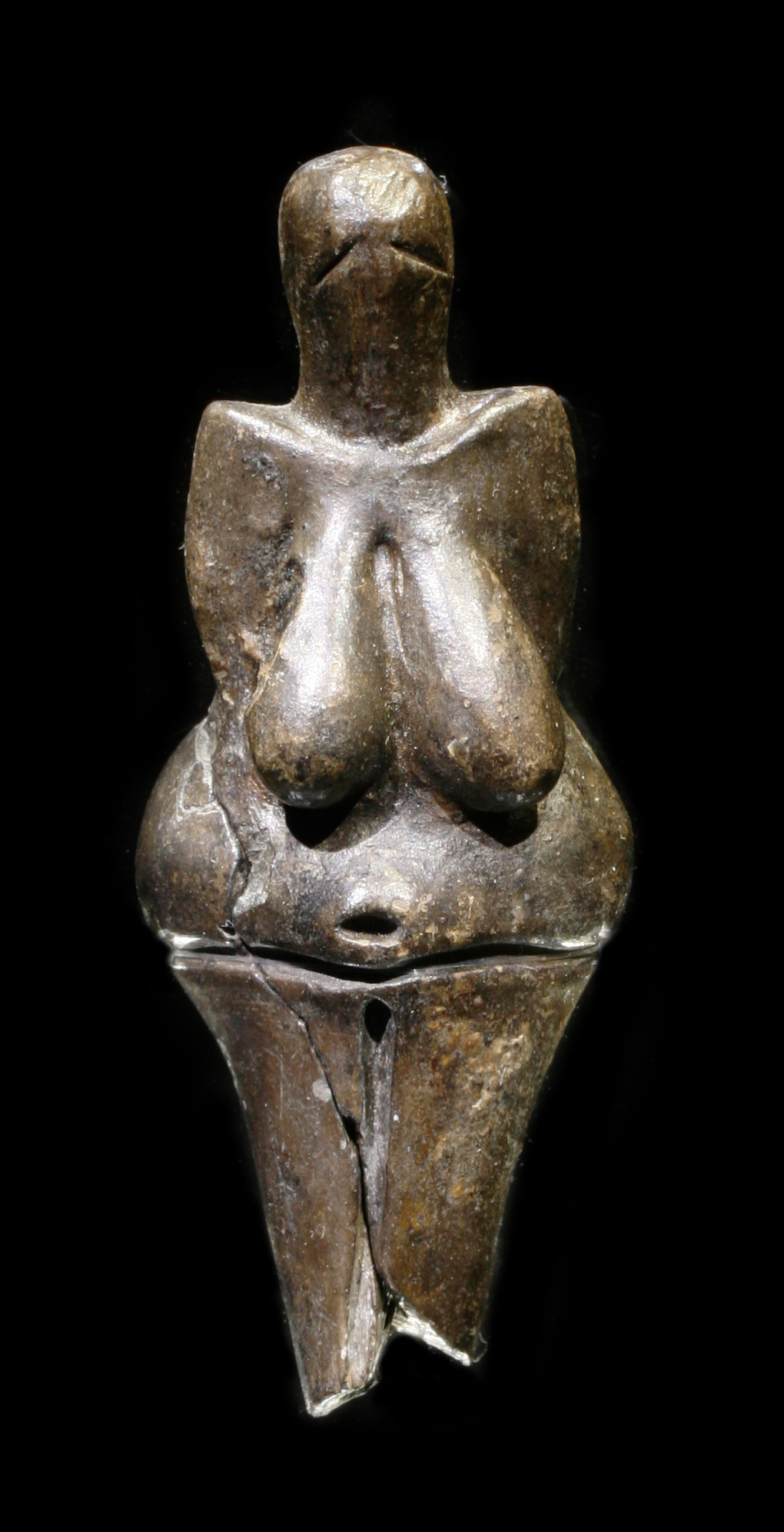
Wenus z Dolních Věstonic, datowana na 29 do 25 tys. lat p.n.e., jest najstarszym znanym przykładem ceramiki i zarazem pierwszym dziełem ceramiki artystycznej. Muzeum Ziemi Morawskiej

Ceramika – w rozumieniu tradycyjnym, tworzywa i wyroby otrzymywane w wyniku wypalenia odpowiednio uformowanej gliny. Nazwa tych wyrobów wywodzi się z greckiego określenia κεραμικός (keramikos), które pochodzi z kolei od słowa κέραμος (keramos – ziemia, glina).
Obecnie przez ceramikę rozumie się wszystkie tworzywa i wyroby nieorganiczno-niemetaliczne, w trakcie otrzymywania których istotnym procesem jest obróbka cieplna w temperaturze powyżej kilkuset stopni Celsjusza, np. spiekanie lub prażenie.
Historia ceramiki sięga paleolitu. Najstarsze znalezione wyroby datuje się na 13 tys. lat p.n.e., szklane 5–6 tys. lat p.n.e., materiały wiążące (wapno, gips) używane są od 2–5 tys. lat. Na terenie Polski ceramika stosowana jest od ok. 7,5 tys. lat.

## Proces produkcyjny

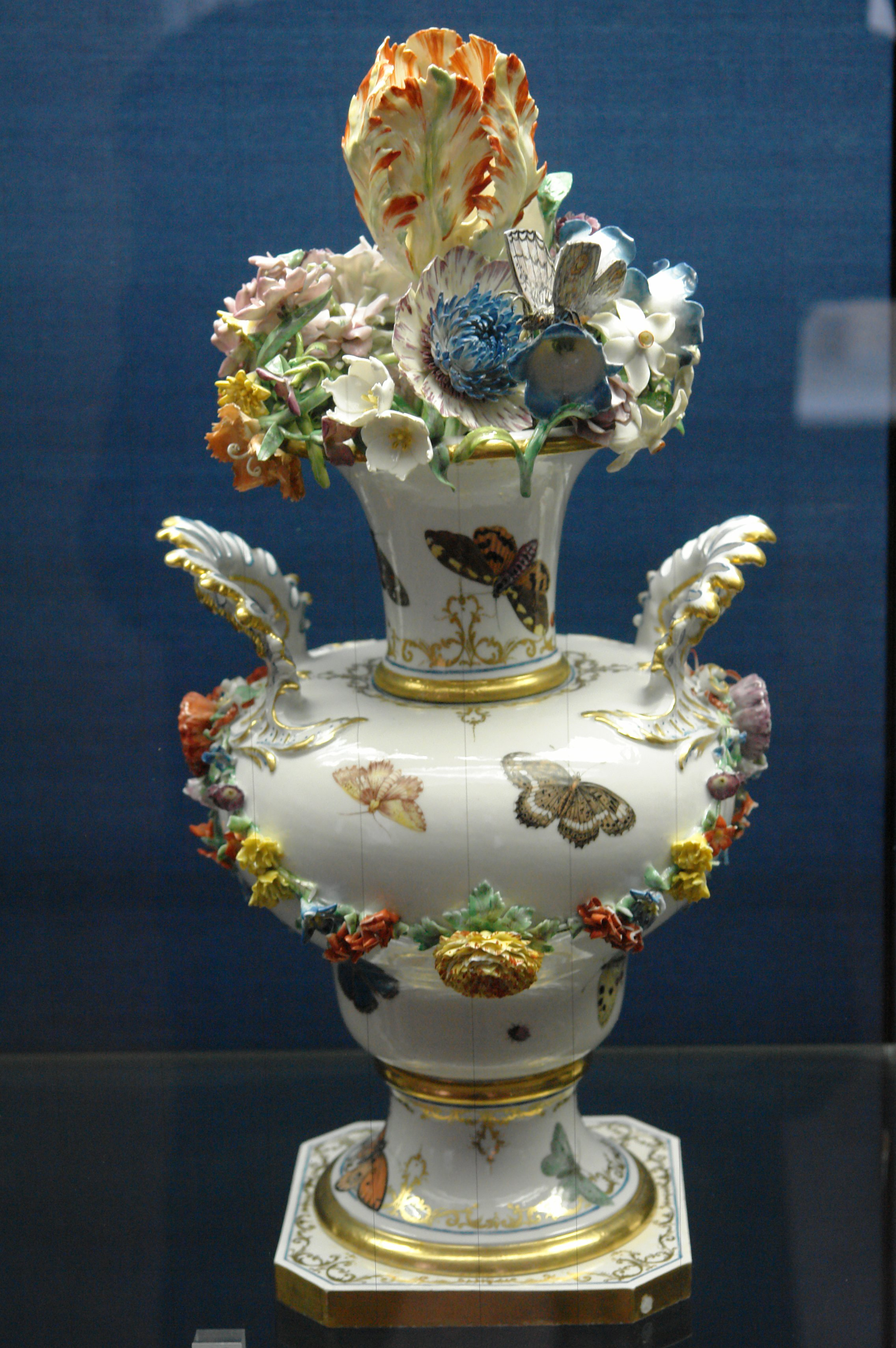
Nymphenburska waza porcelanowa – przykład możliwości przemysłu ceramicznego (wyrób z ok. 1760–1765 roku)

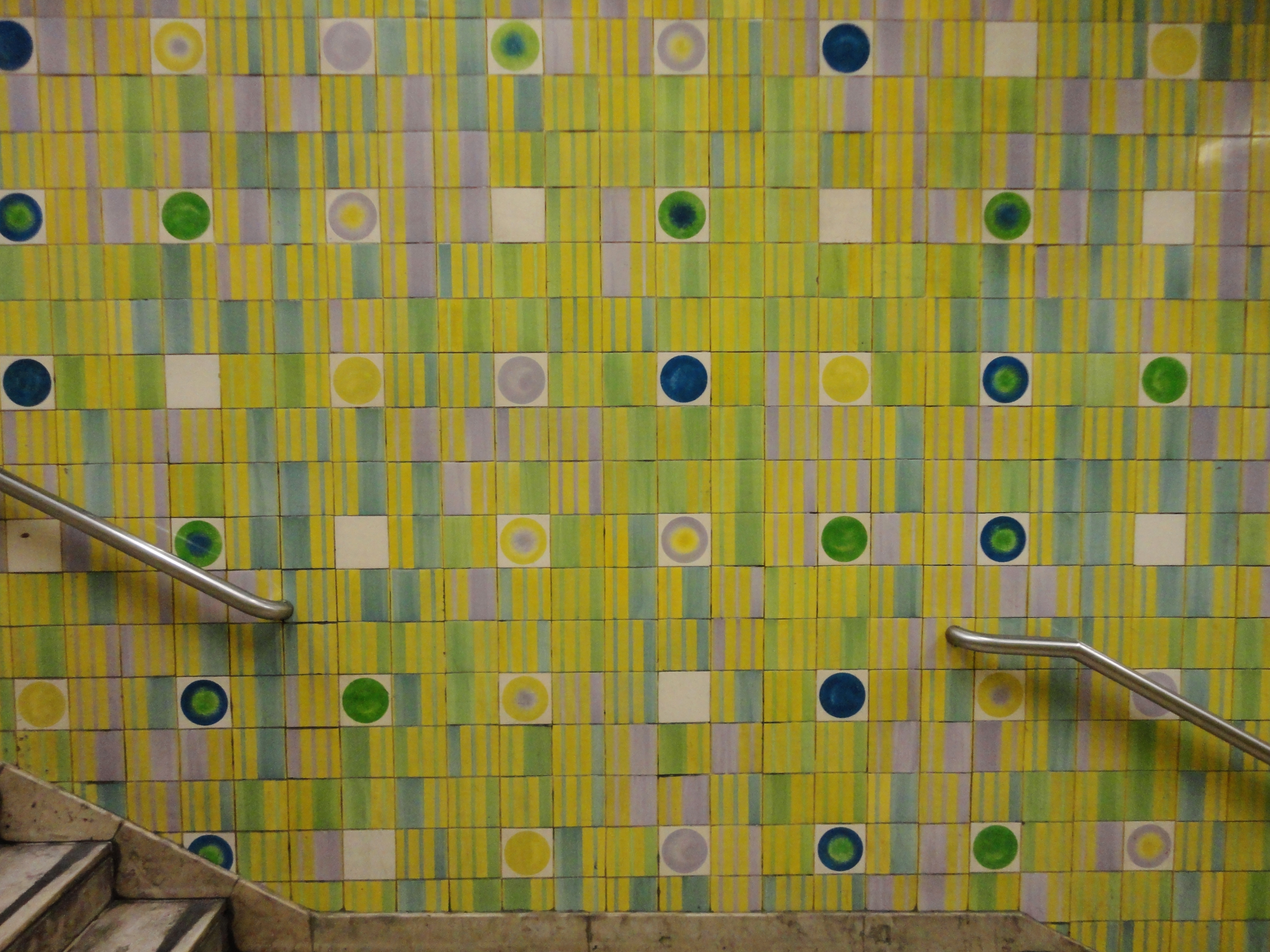
Sztuka ceramiki azulejo w metrze w Lizbonie, autorka Maria Keil, 1971 rok

Klasyczny proces produkcji wyrobów ceramicznych polega na dokładnym wymieszaniu odpowiednich surowców, formowaniu, wysuszeniu i wypaleniu (jednokrotnym lub wielokrotnym). Proces wypalania odbywa się w piecach: tunelowych, komorowych (ceramika budowlana, sanitarna itp.) oraz w piecach grafitowych i innych, często o kontrolowanej atmosferze wypalania (ceramika specjalna). Temperatura wypalania mieści się w zakresie od 900 °C (ceramika budowlana) do 2000 °C (ceramika węglikowa). W wysokich temperaturach zachodzi zjawisko spiekania, w wyniku którego otrzymuje się czerep o pożądanej gęstości, znacznie mniejszej od gęstości surowca, ze względu na usunięcie wody podczas obróbki termicznej. Niektóre wyroby ceramiczne po wypaleniu pokrywa się szkliwem.
Do produkcji materiałów ceramicznych używa się:
- gliny,
- kwarcu,
- skalenia,
- kaolinitu,
- tlenków glinu, tytanu, cyrkonu i innych pierwiastków,
- węglików,
- borków,
- azotków,
- siarczków.

## Właściwości i zastosowanie

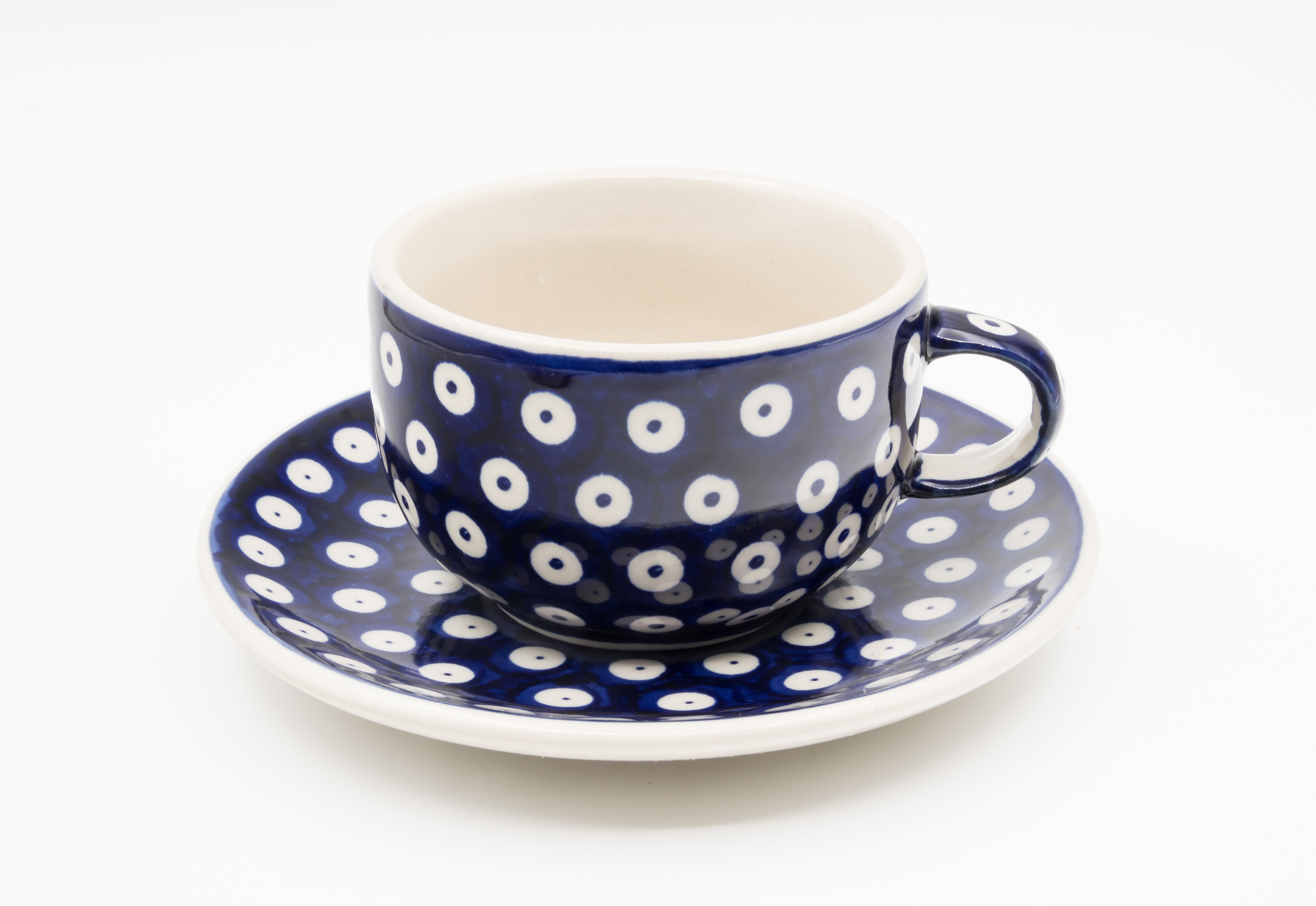
Współczesna ceramika bolesławiecka

Ceramika jest materiałem z grupy materiałów inżynierskich (obok metali i polimerów). Posiada właściwości takie jak: odporność na działanie wysokich temperatur, odporność na działanie czynników chemicznych, dobre właściwości mechaniczne, dobre właściwości dielektryczne i izolacyjne (nieprzewodność elektryczna), duża twardość (odporność na ścieranie, ognioodporność).
Jej wadami są mała wytrzymałość na rozciąganie i zginanie, podatność na uderzenia, kruchość oraz niska odporność na szoki mechaniczne i termiczne. Kruchość utrudnia obróbkę mechaniczną wyrobów i łączenie materiałów ceramicznych ze sobą lub innymi materiałami. Ceramika porowata wykazuje się wysoką wytrzymałością 25-1000 MPa, na równi z wytrzymałością stali, stopów, kamienia stałego. Ceramika inżynierska jest jednym z najtwardszych materiałów inżynierskich po diamencie.
Znajduje zastosowanie w różnych dziedzinach gospodarki: budownictwie, hutnictwie, elektronice, transporcie (samochody, samoloty), przemyśle kosmicznym. Powszechne są również ceramiczne elementy wyposażenia domu takie jak naczynia, niewielkie pojemniki i inne akcesoria, czy armatura łazienkowa. Znane są także wyroby dekoracyjne z ceramiki. Wyroby ceramiczne bardzo często stosowane są w miejscach narażonych na działanie czynników atmosferycznych, agresywnych substancji, szczególnie wysokich temperatur. Dlatego ze względu na jej właściwości wykonuje się z niej materiały ogniotrwałe takie jak: osłony typu OSC, włókno cięte luzem, taśmy, maty ceramiczne, papier ceramiczny, ceramikę techniczną, elementy kotwiące, betony, cegły izolacyjne, płyty, moduły ceramiczne stosowane między innymi na niewielkie piece grzewcze, masy, kleje i powłoki, rękawice ochronne, w akwarystyce stosuje się ceramiczne kształtki do filtracji biologicznej, kul ceramicznych używa się do uzdatniania wody lub w procesie mielenia, także jako materiał ścierający lub do ochrony korozyjnej materiałów.
Ceramikę wykorzystuje się także do produkcji filtrów chemicznych, głównie wyrabia się filtry piankowe. Wyrabia się również farby o różnych właściwościach.
Ceramiczne elementy piezoelektryczne wykorzystywane są jako napędy warstwowe np. przy budowie wtrysków paliwa, na czujki ciśnieniowe, generatory ultradźwięków.
Ceramika ma także szerokie zastosowania w medycynie. Z ceramiki tworzy się takie elementy jak główkę protezy stawu biodrowego lub panewki stawu (ze względu na dużą tolerancję biologiczną), stawy kolanowe, protezy zębowe (ze względu na ich obojętność chemiczną i estetykę). Możliwe jest wykorzystanie materiałów bioaktywnych w przypadku częściowych ubytków tkanki kostnej, które stymuluję przebudowę, a nawet odbudowę tkanki kostnej.
Kamionka ze względu na swoją dużą wytrzymałość, odporność na działanie kwasów i nieprzepuszczalność służy do budowy kanalizacji i naczyń, płytek posadzkowych i ściennych, armatury kwasoodpornej.
Fajans i porcelana służą głównie do wyrobu naczyń, ale także sprzęt laboratoryjny o dużej wytrzymałości mechanicznej, wysokiej odporności na działanie czynników chemicznych i nieprzepuszczalności.

## Literatura
- Wojciech Kucharczyk, Andrzej Mazurkiewicz, Wojciech Żurowski, Nowoczesne materiały konstrukcyjne: wybrane zagadnienia, Radom: Politechnika Radomska, 2008, ISBN 978-83-7351-273-3, OCLC 750023622 [dostęp 2022-01-02]. Brak numerów stron w książce